# Skistar
Skistar AB er en svensk virksomhed der ejer og driver skisportsanlæg i Sälen, Åre, Vemdalen oog Hammarbybacken i Sverige samt Hemsedal skisenter og Trysilfjellet i Norge. 

## Historie
Historien begyndte i 1975 da brødrene Mats Paulsen og Erik Paulsson, som også etablerede byggeselskabet Peab, købte skisportsanlægget i Lindvallen, dengang under navnet Sälenstjärnan AB. I 1994 blev virksomheden noteret på Stockholmsbörsens O-liste. I 1997 blev Tandådalen og Hundfjället erhvervet, hvilket skabte Sveriges største sammenhængende skisportssted under navnet Sälen. I 1999 købte virksomheden skiområderne Åre og Vemdalen og året efter købte man Hemsedal Skisenter i Norge. Fra og med år 2001 heder virksomheden Skistar AB. Anno 2005 blev Norges største skisportsanlæg "Trysilfjellet" erhvervet.
| Skisportssted      | Antal lifter | Antal pister | Land    |
| Sälen              | 85           | 114          | Sverige |
| Vemdalen           | 30           | 51           | Sverige |
| Åre                | 42           | 114          | Sverige |
| Hemsedal Skisenter | 22           | 49           | Norge   |
| Trysilfjellet      | 32           | 65           | Norge   |
| Hammarbybacken     | 2            | 4            | Sverige |

## Billeder
- Åre
- Hammarbybacken
- Hemsedal